# Göritz (Vetschau/Spreewald)

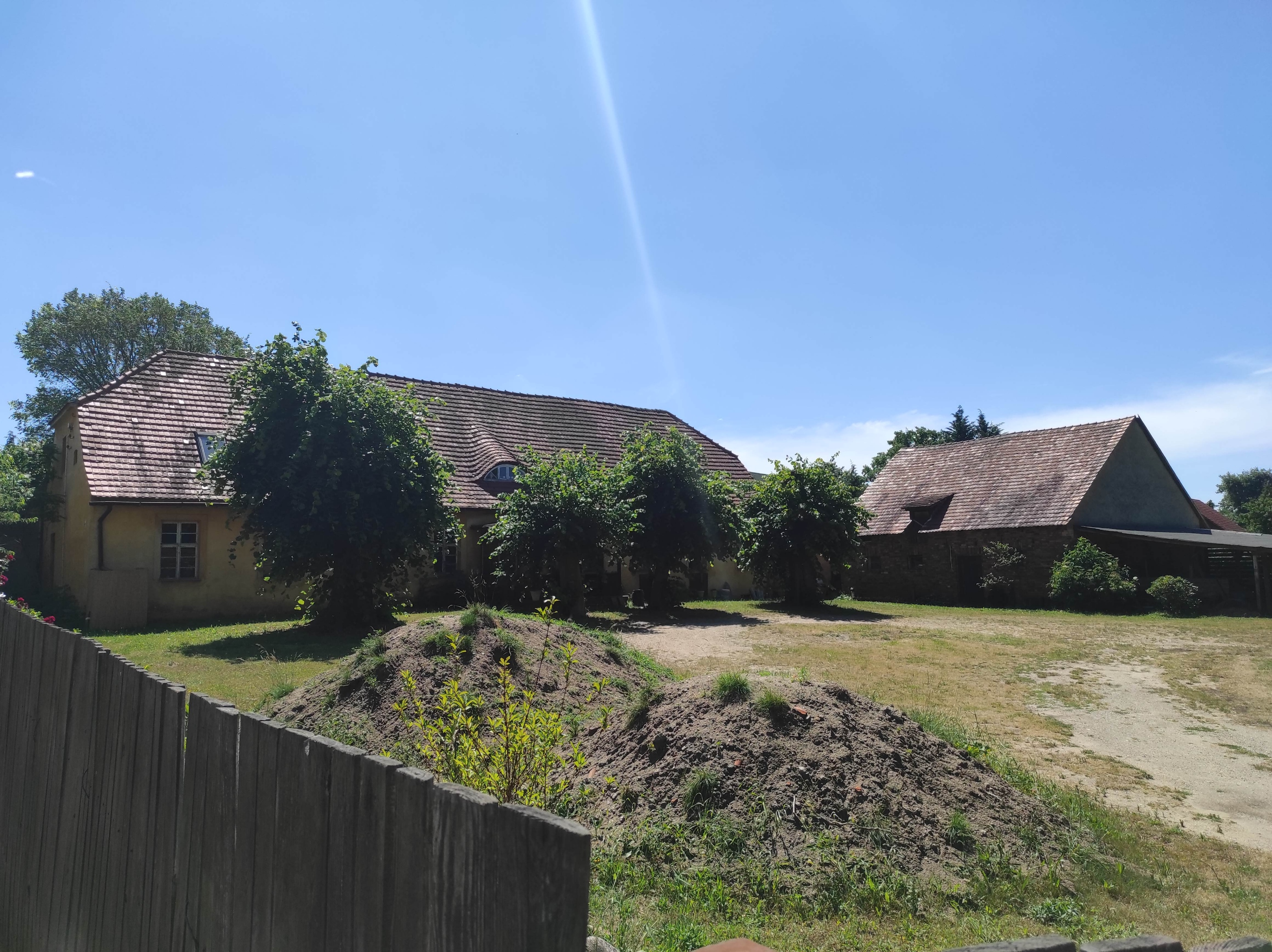
Göritz Gutshaus und Stallung

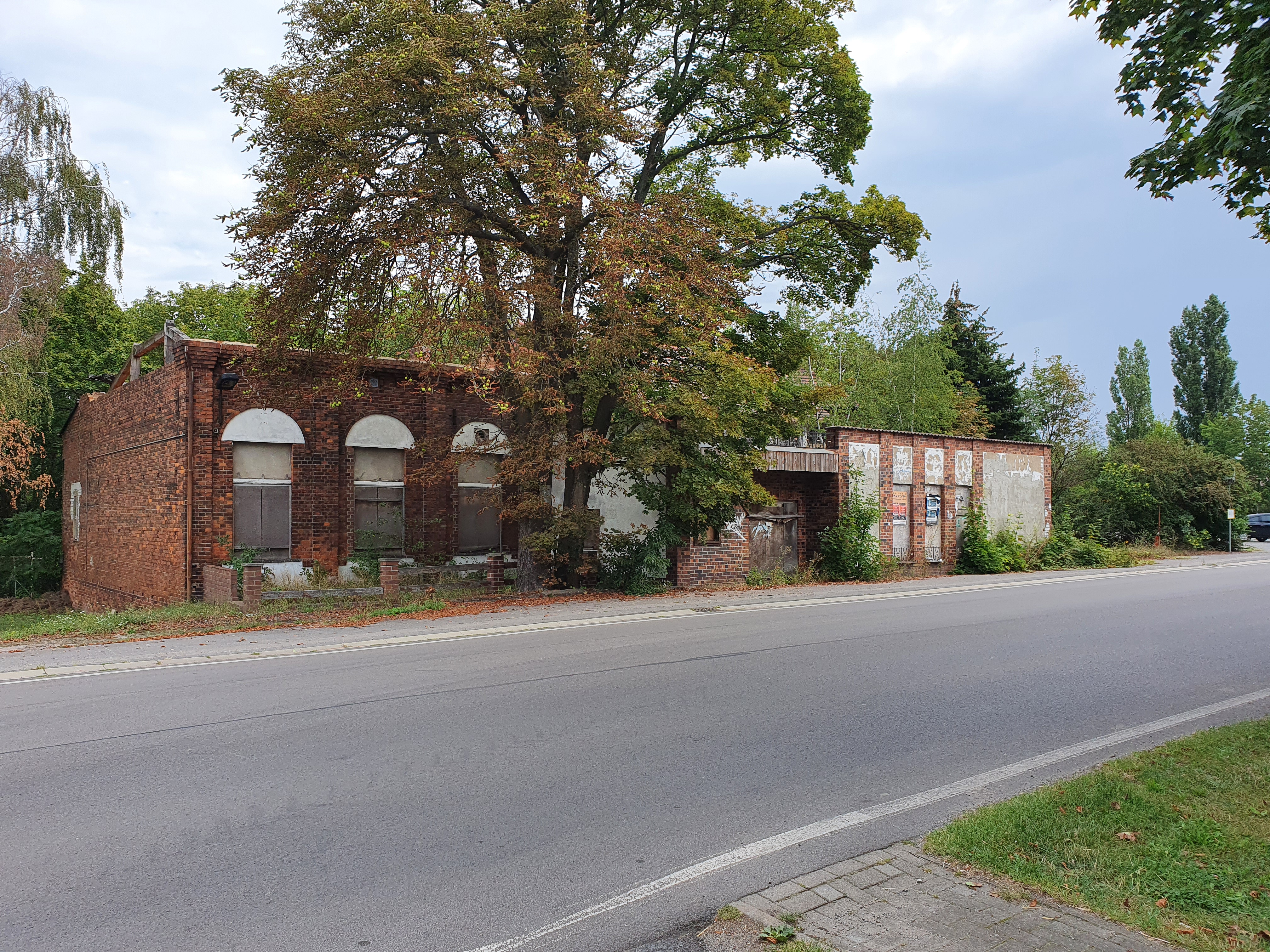
Verfallener Dorfkrug

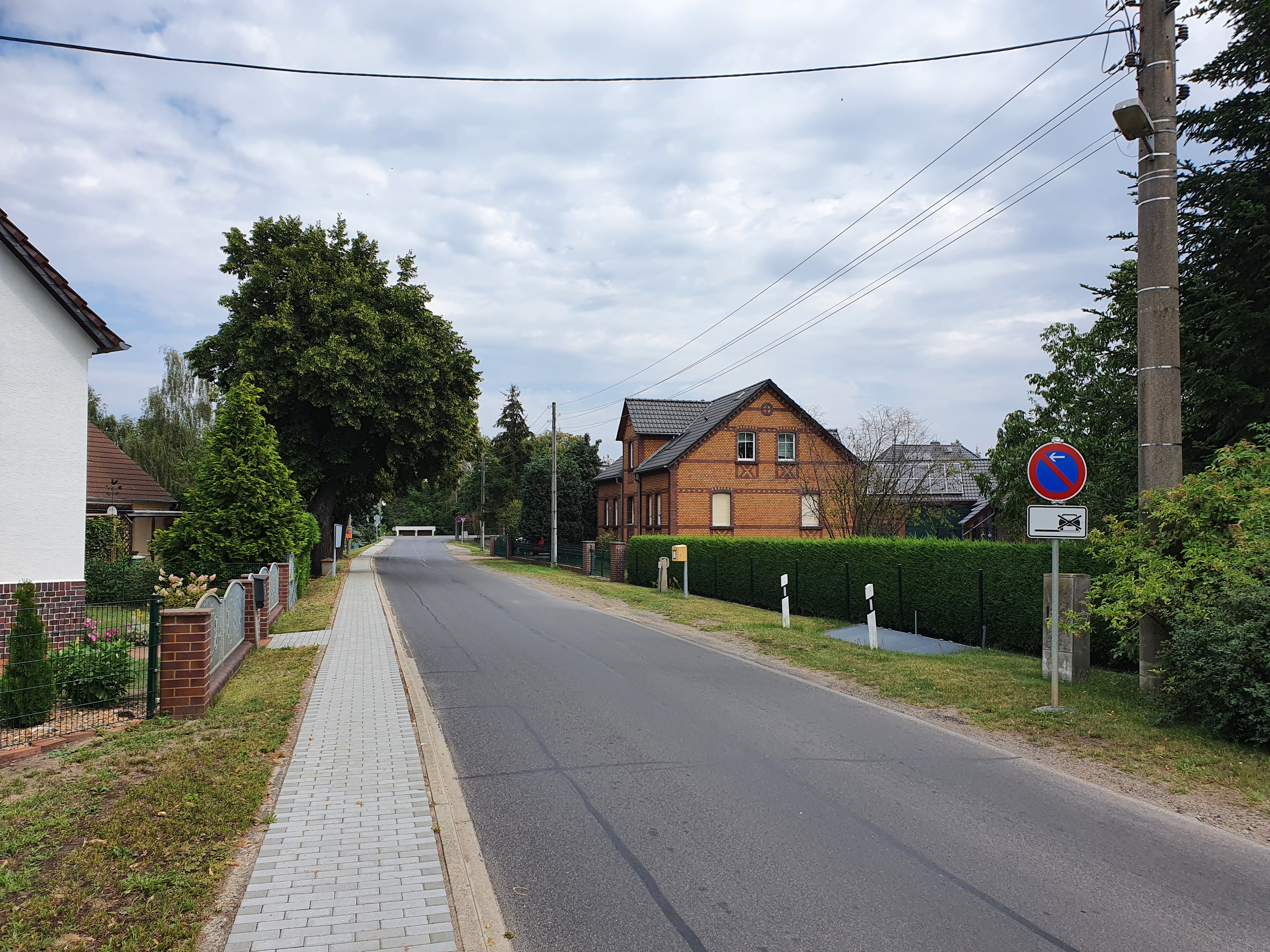
Göritzer Dorfstraße

Göritz, niedersorbisch Chórice, ist ein Ortsteil der Stadt Vetschau/Spreewald im Nordosten des südbrandenburgischen Landkreises Oberspreewald-Lausitz. Der Ort wurde 1452 erstmals urkundlich erwähnt. Göritz ist Teil des amtlichen Siedlungsgebietes der Sorben/Wenden.

## Lage
Göritz liegt in der Niederlausitz im Spreewald. Umgeben ist der Ort von Vetschauer Ortsteilen und der Stadt Vetschau/Spreewald selbst. Im Nordwesten und Norden liegt Raddusch mit seinen Gemeindeteilen Radduscher Buschmühle und Radduscher Kaupen. Im Nordosten und Osten folgt Stradow. Im Süden grenzt Göritz an die Stadtgemarkung von Vetschau/Spreewald. Im Westen befindet sich die Gemarkung Koßwig und die ehemalige Wüstung Dubrau. Die Gemarkung Koßwig stößt keilartig bis zum Ortskern von Göritz in die Göritzer Gemarkung. Das Haus Kähnsdorfer Weg 6 gehört somit noch zu Koßwig.
Der Ort wird durch die 1938 erbaute Bundesautobahn 15 (damals Reichsautobahn Berlin – Breslau) quasi in zwei Teile geteilt. Fast parallel dazu verläuft zudem die L 49 (frühere B 115), die im Ort den Straßennamen Berliner Chaussee trägt. Ebenfalls parallel zu Autobahn und Landesstraße führt die Bahnlinie Bahnstrecke Berlin–Görlitz am Ort vorbei, die 1865/66 gebaut wurde. Göritz erhielt aber keine Haltestelle. Die nächsten Haltestellen sind in Raddusch oder Vetschau/Spreewald.
Zu Göritz gehört der Wohnplatz Göritzer Mühle, der östlich von Autobahn, Landesstraße und Bahnlinie am Mühlgraben liegt, der vom Göritzer Fließ abzweigt. Der Mühlgraben ist heute trocken gefallen und teilweise schon verfüllt.

## Geschichte

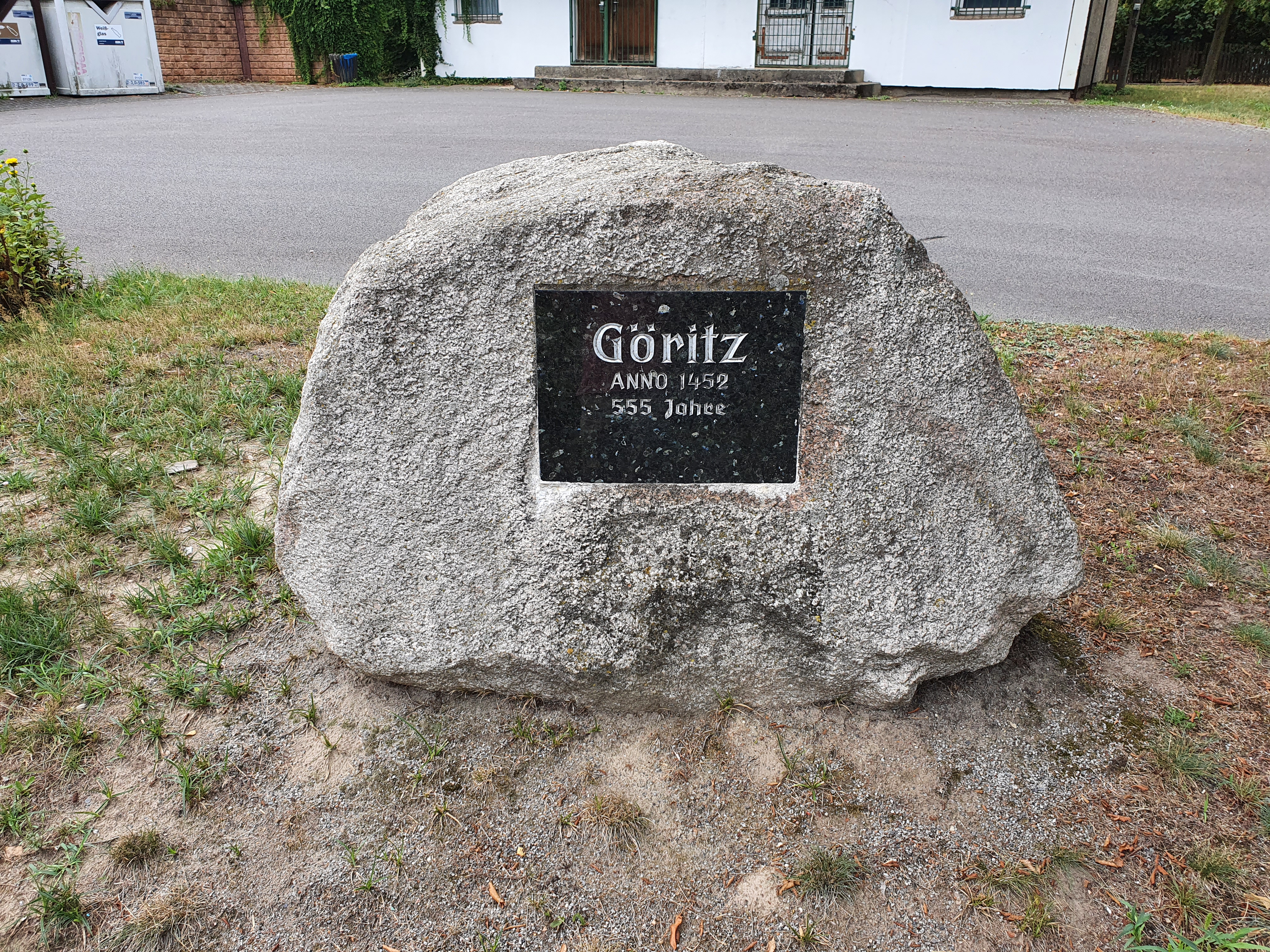
Gedenkstein in der Dorfmitte

Göritz wurde erstmals 1452 als Goritz erwähnt. Im Jahr 1484 wurde es erneut als Goritz genannt. Die Übersetzung wird mit kleiner Berg angenommen. Diese Übersetzung gilt jedoch nicht als sicher, da die niedersorbische Namensvariante mit ch beginnt. Diese wurde 1761 mit Chorize genannt. Der sorbische Name lässt auch eine Anknüpfung an das altsorbische Chorici mit einer Verbindung zum Personennamen Chor zu. Der Ortsname wurde 1816 als Göritz und 1880 als Chórice genannt. Die ursprüngliche Dorfform charakterisiert Rudolf Lehmann als Sackgasse. Geprägt war das Dorf durch das Rittergut Göritz.

### Vor- und Frühgeschichte
Von der Gemarkung stammt der Einzelfund eines Tongefäßes in Form eines Trinkhorns. Es wird in die jungbronzezeitliche Lausitzer Kultur datiert.

### 15. und 16. Jahrhundert
Am 3. August 1452 belehnte der brandenburgische Markgraf Friedrich II. Witchen von Cathewicz (von Kottwitz) mit dem Dorf Göritz und mit einem Zins in Höhe von 4 Schock Geldes in Lobendorf. Das Dorf Göritz hatte Witchen von Cathewicz von Hans von Köckritz zu Drebkau gekauft, den Zins in Lobendorf von Marschalk Jorge von Schlieben. Im Lübbenauer Schöffenbuch erscheint das Dorf 1484 in der Schreibweise Goricz und Joricz.
1527 war das Dorf im Besitz der Brüder Dietrich, Wenzel und George von Kötteritz. Sie wurden am 5. November 1527 mit einem Freihaus in Calau, einem Vorwerk und Weinberg vor Calau, dem ganzen Dorf Göritz und mit dem halben Dorf Bolschwitz belehnt. Das Dorf Göritz hatte ihr Vater nicht lange davor erworben. 1538 verkauften sie ihren Besitz an Georg von Zauche, der am 14. Juli 1538 mit Göritz belehnt wurde. Nur wenig später (1542) verkaufte Georg von Zauche diese Güter wieder; das Freihaus in Calau ging an Dietrich von Kötteritz, halb Bolschwitz an Heinrich von Zabeltitz auf Gahlen, und das Dorf Göritz erwarb Eustach von Schlieben auf Seese. Letzterer erhielt am 10. Januar 1543 den Lehnbrief über seine neue Besitzung. Ihm gehörten neben Seese auch Stradow und Dubrau sowie weitere Rechte und Zinsen in anderen Dörfern. Am gleichen Tag erhielt auch die zweite Frau von Eustach von Schlieben, Katharina von Schapelow, den Lehnbrief über Schloss und Stadt Vetschau sowie dessen Zubehör leibgedingweise, d. h. sie bliebe in der Nutznießung der Güter auch nach dem Tod ihres Mannes bis zu ihrem eigenen Tod. Zu von Schliebens Begüterung Seese gehörte auch Göritz. Eustach von Schlieben starb am 22. März 1568.

### 17. Jahrhundert
Erbe war der Sohn Hans von Schlieben aus der ersten Ehe von Eustach von Schlieben. Dieser Hans war mit Elisabeth von Blankenburg verheiratet. Deren Söhne Eustach, Hans Georg, Christoph, Joachim, Kurt (oder Konrad) und Eitelhans wurden am 5. Mai 1601 mit dem väterlichen Besitz in Seese und Vetschau belehnt. In der brüderlichen Teilung fielen Buckow, Dubrau und Göritz an Hans Georg von Schlieben.
Hans Georg von Schlieben starb aber 1637 ohne Leibeserben, sodass sein Besitz an seinen Neffen Erdmann (* 10. August 1632, † 13. Dezember 1686) den Sohn seines 1635 verstorbenen Bruders Eitelhans, und an seinen Bruder Eustach fielen. Nach der Teilungsurkunde erhielt der Neffe Erdmann Dubrau und Göritz. 1675 musste Erdmann Göritz wegen einer Schuld von 300 Talern an das geistliche Konsistorium der Niederlausitz verpfänden. Er hatte mit seiner Frau Sibylle Elisabeth von Birckholtz nur Töchter, die in der damaligen Zeit nicht lehnsberechtigt waren. Seine Lehngüter Dubrau und Göritz fielen nach seinem Tod 1686 an seinen Vetter Christian Dietrich von Schlieben auf Vetschau und Seese. Das Epitaph des Erdmann von Schlieben ist in der Wendischen Kirche in Vetschau/Spreewald an der Ostwand aufgestellt (leider durch den Aufgang zum Kanzelaltar halb verdeckt). Er ist dort als Erbherr von Stradow, Neuhausen, Göritz und Dubrau bezeichnet.

### 18. Jahrhundert
Christian Dietrich von Schlieben auf Vetschau und Seese verkaufte Göritz und Dubrau nebst zwei Wiesen bei Stradow 1725 für 19.000 Taler und 100 Taler Schlüsselgeld an den kurfürstlich-sächsischen Kammerjunker Carl Gottlob von Nüßler, den späteren preußischen Justiz- und Landrat auf Weißensee. 1732 übertrug dieser die beiden Dörfer an seinen Bruder Erdmann Ferdinand von Nüßler, der sie 1735 für 23.000 Taler und 150 Taler Schlüsselgeld an Hans Georg von Stutterheim verkaufte. Hans Georg starb allerdings nur zwei Monate nach dem Kauf; Erben von Göritz waren seine Söhne Georg Friedrich und Otto Hieronymus. Sie hatten 1744/56 Streitigkeiten mit Johann Heinrich von Langen in Stradow wegen der Fischerei im Göritzer Mühlenfließ. Dieses bildet über eine längere Strecke die Grenze zwischen den Feldmarken von Göritz und Stradow. Zuerst übernahm Georg Friedrich die beiden Dörfer; er starb 1772 kinderlos in Dubrau. Daraufhin fielen die beiden Dörfer an seinen Bruder Otto Hieronymus, der jedoch ebenfalls unverheiratet war. Er starb 1796 und vererbte die beiden Dörfer seinen Schwestern Christiane Sofie und Christiane Euphrosyne. Diese verkauften Dubrau und Göritz 1797 für 4.600 Taler und 400 Taler Schlüsselgeld an Rochus August Graf zu Lynar auf Lübbenau, der die beiden Orte an seine Herrschaft Lübbenau anschloss.

### 19. und 20. Jahrhundert

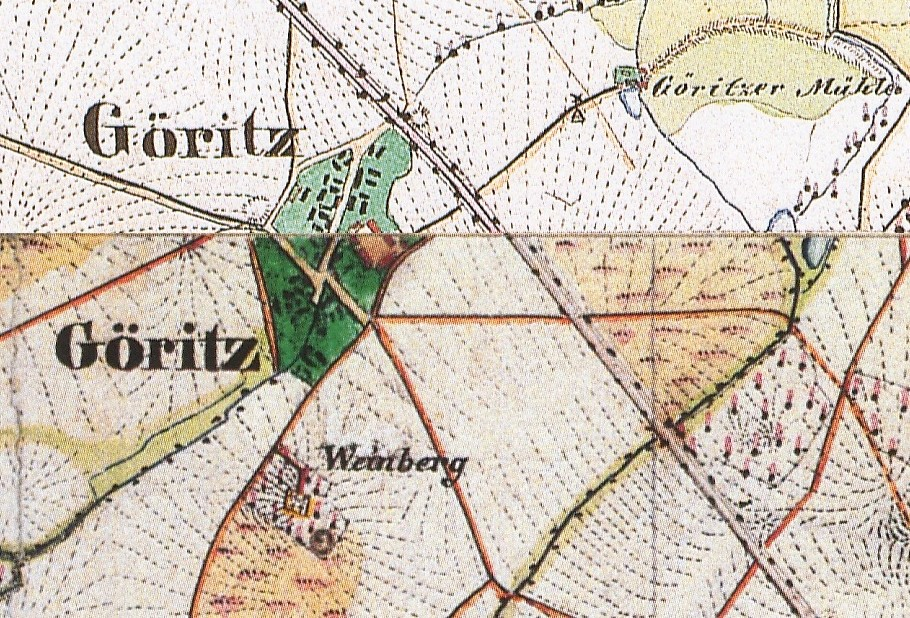
Göritz, Ausschnitte aus den Urmesstischblätter 4150 Burg von 1846 und 4250 Vetschau von 1846, kombiniert

Rochus August Graf zu Lynar starb am 1. August 1800 völlig überraschend, erst 27 Jahre alt. Die Güter kamen nun an seinen Zwillingsbruder Hermann Rochus Graf zu Lynar. Er bekam Ärger mit dem Fiskus, als er 1802 eine Schenke in Göritz einrichtete. Nach Tim Müller war das Rittergut Göritz 1812 im Besitz (Pacht?) eines Freiherrn von Beust.
Göritz und Dubrau wurden 1839 in Allodium (Eigen) umgewandelt. 1839 fand die Separation in Göritz statt. Die bisherigen Lassgüter wurden nun Eigentum der Bauern und Kossäten. Sie mussten allerdings als Ausgleich für die Ablösung der Dienste und Wegfall der Abgaben die Hälfte des Landes ihrer Güter an die Grundherrschaft abtreten. Die Größe des Gutsbesitzes stieg nun auf 228 ha an, gegenüber 121 ha an bäuerlichen Gütern. Die Grafen zu Lynar verkauften Göritz 1842 an den Rechnungsrat Carl Friedrich Pittelko in Potsdam. Dubrau blieb dagegen bei der Herrschaft Lübbenau. Berghaus nennt für 1853 Rudolf Pittelko als Besitzer des Rittergutes Göritz. Das Gut hatte Sitz und Stimme in der Ritterkurie des niederlausitzischen Landtages. Es hatte damals eine Größe von 893 Morgen 12 Quadratruten, davon entfielen 621 Morgen 7 Quadratruten auf Ackerflächen, 61 Morgen 91 Quadratruten auf Wiesen, 66 Morgen 30 Quadratruten auf Forstland. Die Schatzung betrug 906 Taler.
1879 war das Pittelkosche Rittergut Göritz verpachtet an einen Amtmann Semming/Semmig. Unter den industriellen Anlagen des Gutes ist eine Ziegelei gelistet. 1885 war das Rittergut Göritz an Carl Pittelko verpachtet. Als Besitzer ist aber immer noch Rudolf Pittelko eingetragen. Das Rittergut blieb im Besitz der Familie Pittelko bis um/nach 1910. Damals gehörte zum Gut eine Ziegelei und eine Brennerei.  Ab 1914 ist nun Georg Geisler als Besitzer aufgeführt. Er führte Brennerei und Ziegelei weiter. Ihm gehörte das Rittergut auch noch 1929. Das Gut umfasste damals 220 ha, davon waren 180 ha Acker, 18 ha Wiesen, 8 ha Weiden, 7 ha Forst und 7 ha Unland (nicht zu bewirtschaften). In den Ställen standen 16 Pferde und 80 Stück Rindvieh, 30 davon waren Kühe. Er betrieb noch die bereits genannte Brennerei. Die Ziegelei hatte er 1920 aufgegeben. Die Brennerei arbeitete bis 1945. Der Besitzer des Gutes wohnte zumindest 1937 nicht mehr auf dem Gut. Ein (Guts-)Vogt verwaltete das landwirtschaftliche Anwesen. 1937 war Reinhold Heidler Gutsvogt, 1941 Hermann Skupin.

### Kommunale Geschichte
Vor dem Dreißigjährigen Krieg soll es südlich des Dorfes am Beltener Weg eine Töpferei gegeben haben, die im Dreißigjährigen Krieg zerstört wurde.
1708 lebten vier Bauernfamilien, vier Gärtnerfamilien und zwei Büdner in Göritz. 1718 werden nur noch drei Hüfner genannt, die Gärtner werden nun Kossäten, die zwei Büdner Häusler genannt. Das Dorf hatte eine Schatzung von 906 Gulden. 1755 hatte der Ort 104 Konsumenten, davon 59 Männer und 45 Frauen, Die durchschnittlich Ernte in Dresdner Scheffel betrug 669 ¼ Scheffel Korn, 25 ½ Scheffel Weizen, 31 ½ Scheffel Gerste, 218 Scheffel Hafer, 18 9/16 Scheffel Erbsen, 24 Scheffel Heidekorn (= Buchweizen), 20 Scheffel Lein und 32 Scheffel Hirse.
Die Bevölkerungsstruktur war 1810: vier Ganzbauern/Vollbauern, vier Ganzkossäten/Vollkossäten und sieben Häusler oder Büdner. 1820 hatte der Ort 130 Einwohner, die in 19 Häusern wohnten. Separat ausgewiesen ist die Göritzer Wasser- und Windmühle, wo in einem Wohnhaus sechs Personen wohnten. 1823 war die Bevölkerungsstruktur: vier Bauern, vier Kossäten, vier Büdner oder Häusler.
1842 hatte der Ort 21 Häuser und 112 Einwohner. Zum Dorf gehörte eine Wasser- und eine Windmühle. Das Dorf stand unter der Jurisdiktion der Standesherrlichen Justizkanzlei in Lübbenau. Das Urmesstischblatt 4250 Vetschau von 1846 verzeichnet südlich des Ortes einen Weinberg. Wahrscheinlich ist der Weinbau schon im 18. Jahrhundert eingestellt worden.
1861 wurden in Göritz insgesamt 21 Wohnhäuser gezählt, in denen 184 Personen wohnten. 1867 ist Göritz als ein Dorf mit einer Wassermühle, einer Windmühle und einer Ziegelei beschrieben. Es hatte 22 Wohnhäuser und 180 Einwohner. Die Ziegelei lag westlich des Dorfes und wurde später durch den Tagebau Seese-Ost geschluckt. 1871 standen im Gemeindebezirk 18 Wohnhäuser mit 119 Einwohnern, zum Gutsbezirk gehörten 4 Häuser mit zusammen 59 Einwohnern.
1850 waren noch etwa 41 % der Einwohner wendischsprachig. 1867 gaben nur noch 4,7 % der Einwohner an, wendischsprachig zu sein. Nach anderen Angaben lebten im Jahr 1880 noch mindestens 33,7 Prozent wendischsprachige Personen im Ort.
In Preußen traten ab 1807 die bäuerlichen Gemeinden rechtlich neben die Gutsbezirke. Gerichtsherr blieb zunächst der Gutsbesitzer. Dieses Rechtssystem wurde 1816 auch auf die Niederlausitz übertragen. 1849 wurde die Patrimonialgerichtsbarkeit über die bäuerliche Gemeinde abgeschafft; die Gerichtsbarkeit ging 1850 auf die Kreisgerichtskommission Drebkau über. Die Patrimonialgerichtsbarkeit der Gutsherren blieb in den Gutsbezirken zunächst erhalten. Dabei umfasste der Gemeindebezirk 1869 nur 384 Mg, der Gutsbezirk 876 Mg. Um 1900 hatte der Gemeindebezirk nur 93 ha, der Gutsbezirk dagegen 229 ha.
1960 gründeten 27 landwirtschaftliche Betriebe im Ort eine LPG Typ I. Im ehemaligen Gut wurde eine zweite LPG vom Typ III gegründet. Die Schweinemastanlage hatte Platz für 500 Schweine. Gemeinsam mit anderen LPGs entstand in den 1970er Jahren die KAP Göritz, die 1.560 ha landwirtschaftliche Nutzfläche bewirtschaftete. Um 1980 waren von 117 beruflich tätigen Einwohnern 105 Einwohner in der Landwirtschaft tätig.
Durch den Tagebau Seese-Ost wurde der Ort 1986 teilweise devastiert. Drei Familien, zehn Personen, zogen aufgrund des Abbruchs im westlichen Teil innerhalb des Ortes um.
Nach 2000 entstand direkt an der L 59 (der früheren B 115) ein Gewerbegebiet. Die einstige LPG firmierte in Göritzer Agrar-GmbH & Co KG um. Sie ist auf Gemüseanbau spezialisiert und vertreibt die Produkte u. a. auch in einem Bauernladen bzw. verarbeitet sie in der Bauernküche im Ort. Weitere Betriebe in Göritz wie Autohandel, Autowerkstatt und -verwertung, ein Hoch- und Tiefbaubetrieb sowie ein Natursteinhandel bieten weitere Arbeitsplätze.

## Kommunale Zugehörigkeit
Göritz gehörte in böhmisch-sächsischer Zeit zum Calauischen Kreis der Niederlausitz. Nach dem Wiener Kongress kam Göritz 1815 mit der gesamten Niederlausitz an das Königreich Preußen. In der Kreisreform von 1816 in der damaligen Provinz Brandenburg verlor der Kreis Calau einige Exklaven an andere Kreise, bekam dafür aber einige Enklaven anderer Kreise sowie die Herrschaft Senftenberg zugeordnet. 1947 wurde der größere Teil der Kreisverwaltung von Calau nach Senftenberg verlegt, und 1950 wurde der Kreis in Kreis Senftenberg umbenannt. Allerdings wurden einige Orte im Norden des Kreises abgetrennt und den Kreisen Luckau und Lübben zugeordnet. Göritz kam somit in den zwei Jahren von 1950 bis 1952 zum Landkreis Lübben (Spreewald). In der großen Kreisreform von 1952 wurden diese großen Kreise in neue, kleinere Kreise aufgeteilt. Der Kreis Calau wurde neu gebildet und Göritz wurde diesem neuen, kleineren Kreis Calau zugeteilt. Dieser wurde nach der Wende 1990 noch in Landkreis Calau umbenannt und ging in der Kreisreform von 1993 im Land Brandenburg im Landkreis Oberspreewald-Lausitz auf.
Nach der Wende wurden 1992 im Land Brandenburg Ämter gebildet, die die Verwaltungsaufgaben der vielen oft sehr kleinen Gemeinden wahrnahmen. Göritz schloss sich mit neun anderen Gemeinden und der Stadt Vetschau zum Amt Vetschau zusammen. Am 31. Dezember 2001 wurde Göritz zusammen mit den Orten Naundorf, Repten und Stradow in die Stadt Vetschau/Spreewald eingegliedert (Vetschau war zum 1. April 1997 in Vetschau/Spreewald umbenannt worden).

## Kirchliche Geschichte
Der Ort besitzt keine Kirche und besaß auch in der Vergangenheit keine Kirche. Seine Bewohner waren im 19. Jahrhundert nach Kalkwitz eingekircht. Vor dem Dreißigjährigen Krieg soll Göritz nach Vetschau eingekircht gewesen sein. Der Ort gehört heute zur Kirchengemeinde Vetschau im Kirchenkreis Niederlausitz.

## Kulturelles Leben

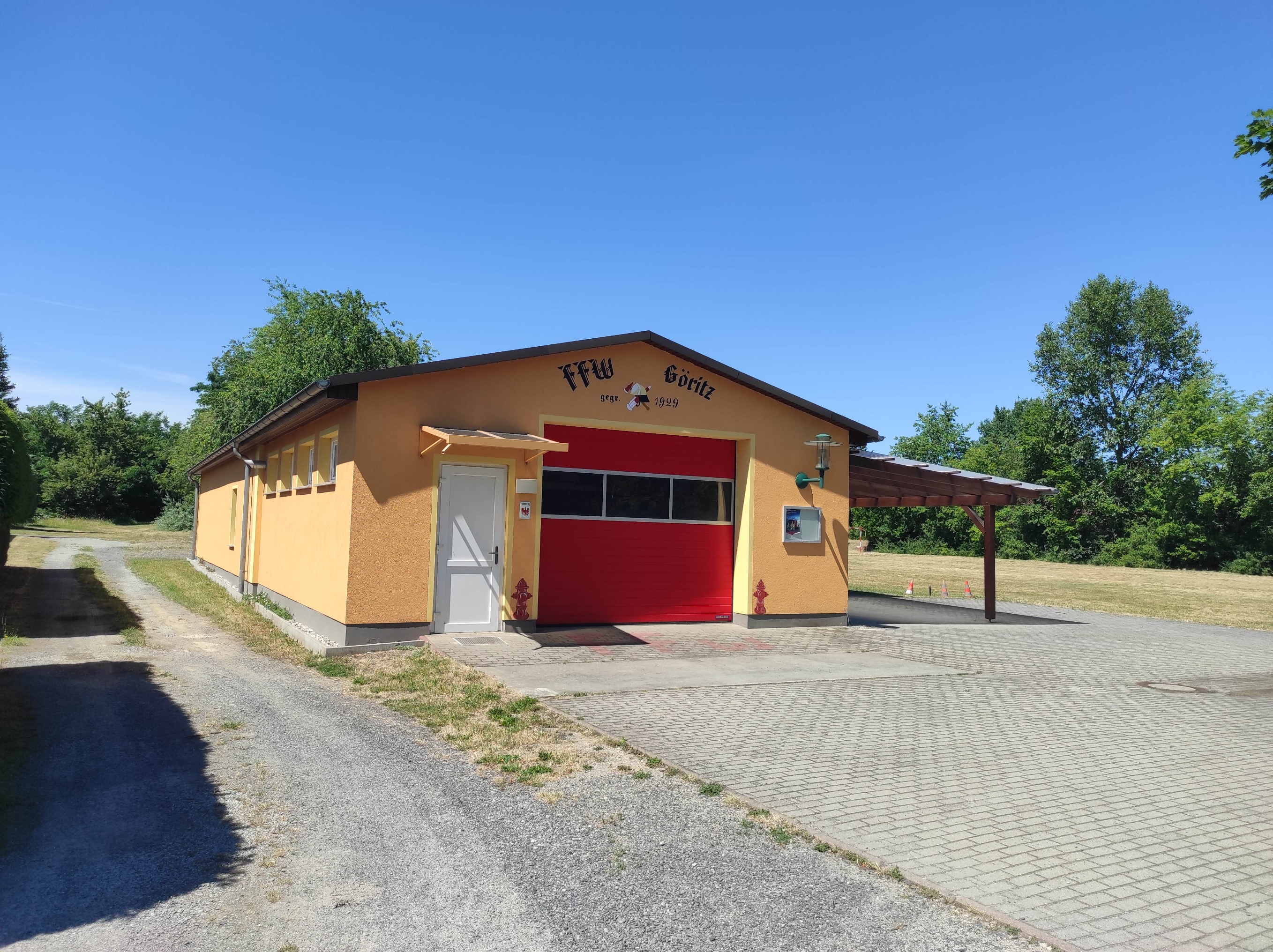
Feuerwehrhaus

Die Freiwillige Feuerwehr wurde 1929 gegründet. Das Mehrzweckgebäude am Sportplatz wurde 2012/13 um- bzw. z. T. neu gebaut und wird heute von der Freiwilligen Feuerwehr und vom Verein zur Förderung des Heimatgedankens e. V. genutzt. Außerdem ist dort noch das Büro des Ortsbeirates untergebracht. 2016 wurde auf dem Gelände der früheren LPG ein Kinderspielplatz eingerichtet.
In Göritz werden Traditionsfeste, wie das Kinder- und Erwachsenenzampern und das Osterfeuer gepflegt.

## Einwohnerentwicklung
| Bevölkerungsentwicklung in Göritz von 1774 bis 2000 | Bevölkerungsentwicklung in Göritz von 1774 bis 2000 | Bevölkerungsentwicklung in Göritz von 1774 bis 2000 | Bevölkerungsentwicklung in Göritz von 1774 bis 2000 | Bevölkerungsentwicklung in Göritz von 1774 bis 2000 | Bevölkerungsentwicklung in Göritz von 1774 bis 2000 | Bevölkerungsentwicklung in Göritz von 1774 bis 2000 | Bevölkerungsentwicklung in Göritz von 1774 bis 2000 | Bevölkerungsentwicklung in Göritz von 1774 bis 2000 | Bevölkerungsentwicklung in Göritz von 1774 bis 2000 | Bevölkerungsentwicklung in Göritz von 1774 bis 2000 | Bevölkerungsentwicklung in Göritz von 1774 bis 2000 | Bevölkerungsentwicklung in Göritz von 1774 bis 2000 | Bevölkerungsentwicklung in Göritz von 1774 bis 2000 | Bevölkerungsentwicklung in Göritz von 1774 bis 2000 | Bevölkerungsentwicklung in Göritz von 1774 bis 2000 | Bevölkerungsentwicklung in Göritz von 1774 bis 2000 | Bevölkerungsentwicklung in Göritz von 1774 bis 2000 |
| --------------------------------------------------- | --------------------------------------------------- | --------------------------------------------------- | --------------------------------------------------- | --------------------------------------------------- | --------------------------------------------------- | --------------------------------------------------- | --------------------------------------------------- | --------------------------------------------------- | --------------------------------------------------- | --------------------------------------------------- | --------------------------------------------------- | --------------------------------------------------- | --------------------------------------------------- | --------------------------------------------------- | --------------------------------------------------- | --------------------------------------------------- | --------------------------------------------------- |
| Jahr                                                | 1818                                                | 1842                                                | 1845                                                | 1867                                                | 1875                                                | 1890                                                | 1910                                                | 1925                                                | 1933                                                | 1939                                                | 1946                                                | 1950                                                | 1964                                                | 1971                                                | 1981                                                | 1991                                                | 2000                                                |
| Einwohner                                           | 130                                                 | 112                                                 | 108                                                 | 171                                                 | 175                                                 | 172                                                 | 162                                                 | 145                                                 | 150                                                 | 134                                                 | 211                                                 | 216                                                 | 251                                                 | 191                                                 | 194                                                 | 194                                                 | 200                                                 |

## Bodendenkmale
Auf der Gemarkung sind eine Reihe von Bodendenkmalen besonders geschützt:
- Nr. 80224 Flur 1: Siedlung slawisches Mittelalter
- Nr. 80226 Flur 1: Dorfkern Neuzeit, Dorfkern deutsches Mittelalter
- Nr. 80161 Göritz Flur 1/Vetschau Flur 1: Siedlung Urgeschichte
- Nr. 80163 Göritz Flur 1/Vetschau Flur 1: Siedlung Völkerwanderungszeit, Siedlung Eisenzeit